# Relaciones Chile-Túnez
Las relaciones Chile-Túnez son las relaciones internacionales entre la República de Chile y la República Tunecina.

## Relaciones comerciales
En 2023, el intercambio comercial entre ambos países ascendió a los 4 millones de dólares estadounidenses, lo que supuso un -9% de crecimiento promedio anual en los últimos cinco años. Los principales productos exportados por Chile fueron uvas secas y ciruelas secas, mientras que Túnez exportó mayoritariamente aparatos para filtrar agua y conductores eléctricos.

## Misiones diplomáticas
- La embajada de Chile en Argelia concurre con representación diplomática a Túnez.[2] Asimismo, Chile cuenta con un consulado honorario en Túnez.[3]
- La embajada de Túnez en Argentina concurre con representación diplomática a Chile.[4] Asimismo, Túnez cuenta con un consulado honorario en Santiago de Chile.[5]